# Victòria Lluïsa de França
Victòria Lluïsa de França (Versalles, 1733 - Trieste, 1799) fou una princesa francesa filla de Lluís XV. Es distingí per la seva pietat i la puresa dels seus costums, que contrastaven amb la corrupció de la cort on vivia, i mostrà el més tendre afecte pel seu pare, al que cuidà en la seva última malaltia (1774). Durant el regnat de Lluís XVI va viure amb la seva germana Adelaida a Bellevue; ambdues emigraren el 1791 i habitaren successivament al Piemont, Roma, Nàpols, fugint dels exèrcits francesos, fins que, per fi, el 1798 es refugiaren a Trieste, on moriren pocs mesos després una de l'altra. Lluís XVIII feu traslladar les seves restes al Panteó de Sant Lluís.